# Liam van Gelderen
Liam van Gelderen (Zaandam, 23 marzo 2001) è un calciatore olandese naturalizzato surinamese, difensore dell'RKC Waalwijk.

## Carriera

### Club
Cresciuto nei settori giovanili di AZ Alkmaar e Ajax, il 2 febbraio 2018 firma il primo contratto professionistico con i biancorossi, di durata biennale; il 10 giugno 2020 prolunga fino al 2023 con i Lancieri. Esordisce in prima squadra il 23 aprile 2022, nella partita di Eredivisie vinta per 0-1 contro il N.E.C., in sostituzione dell'infortunato Perr Schuurs.
Il 17 giugno seguente viene acquistato dal Groningen, con cui firma un quadriennale.

### Nazionale
Ha giocato numerose partite con le varie nazionali giovanili olandesi, con le quali ha anche vinto un Europeo Under-17 nel 2018.

## Statistiche

### Presenze e reti nei club
Statistiche aggiornate al 17 settembre 2022.
| Stagione         | Squadra          | Campionato       | Campionato | Campionato | Coppe nazionali | Coppe nazionali | Coppe nazionali | Coppe continentali | Coppe continentali | Coppe continentali | Altre coppe | Altre coppe | Altre coppe | Totale | Totale |
| Stagione         | Squadra          | Comp             | Pres       | Reti       | Comp            | Pres            | Reti            | Comp               | Pres               | Reti               | Comp        | Pres        | Reti        | Pres   | Reti   |
| ---------------- | ---------------- | ---------------- | ---------- | ---------- | --------------- | --------------- | --------------- | ------------------ | ------------------ | ------------------ | ----------- | ----------- | ----------- | ------ | ------ |
| 2018-2019        | Jong Ajax        | ED               | 1          | 0          | -               | -               | -               | -                  | -                  | -                  | -           | -           | -           | 1      | 0      |
| 2019-2020        | Jong Ajax        | ED               | 17         | 0          | -               | -               | -               | -                  | -                  | -                  | -           | -           | -           | 17     | 0      |
| 2020-2021        | Jong Ajax        | ED               | 11         | 1          | -               | -               | -               | -                  | -                  | -                  | -           | -           | -           | 11     | 1      |
| 2021-2022        | Jong Ajax        | ED               | 29         | 1          | -               | -               | -               | -                  | -                  | -                  | -           | -           | -           | 29     | 1      |
| Totale Jong Ajax | Totale Jong Ajax | Totale Jong Ajax | 58         | 2          |                 | -               | -               |                    | -                  | -                  |             | -           | -           | 58     | 2      |
| 2021-2022        | Ajax             | E                | 2          | 0          | CO              | 0               | 0               | UCL                | -                  | -                  | SO          | -           | -           | 2      | 0      |
| 2022-2023        | Groningen        | E                | 4          | 0          | CO              | 0               | 0               | -                  | -                  | -                  | -           | -           | -           | 4      | 0      |
| Totale carriera  | Totale carriera  | Totale carriera  | 64         | 2          |                 | 0               | 0               |                    | -                  | -                  |             | -           | -           | 64     | 2      |

## Palmarès

### Club

#### Competizioni nazionali
- Campionato olandese: 1

Ajax: 2021-2022